# Stade Gaston Reiff
 (août 2021).
Si vous disposez d'ouvrages ou d'articles de référence ou si vous connaissez des sites web de qualité traitant du thème abordé ici, merci de compléter l'article en donnant les références utiles à sa vérifiabilité et en les liant à la section « Notes et références ».
 (août 2021).
La mise en forme du texte ne suit pas les recommandations de Wikipédia : il faut le « wikifier ».
Les points d'amélioration suivants sont les cas les plus fréquents. Le détail des points à revoir est peut-être précisé sur la page de discussion.
- Les titres sont pré-formatés par le logiciel. Ils ne sont ni en capitales, ni en gras.
- Le texte ne doit pas être écrit en capitales (les noms de famille non plus), ni en gras, ni en italique, ni en « petit »…
- Le gras n'est utilisé que pour surligner le titre de l'article dans l'introduction, une seule fois.
- L'italique est rarement utilisé : mots en langue étrangère, titres d'œuvres, noms de bateaux, etc.
- Les citations ne sont pas en italique mais en corps de texte normal. Elles sont entourées par des guillemets français : « et ».
- Les listes à puces sont à éviter, des paragraphes rédigés étant largement préférés. Les tableaux sont à réserver à la présentation de données structurées (résultats, etc.).
- Les appels de note de bas de page (petits chiffres en exposant, introduits par l'outil «  Source ») sont à placer entre la fin de phrase et le point final[comme ça].
- Les liens internes (vers d'autres articles de Wikipédia) sont à choisir avec parcimonie. Créez des liens vers des articles approfondissant le sujet. Les termes génériques sans rapport avec le sujet sont à éviter, ainsi que les répétitions de liens vers un même terme.
- Les liens externes sont à placer uniquement dans une section « Liens externes », à la fin de l'article. Ces liens sont à choisir avec parcimonie suivant les règles définies. Si un lien sert de source à l'article, son insertion dans le texte est à faire par les notes de bas de page.
- La présentation des références doit suivre les conventions bibliographiques. Il est recommandé d'utiliser les modèles {{Ouvrage}}, {{Chapitre}}, {{Article}}, {{Lien web}} et/ou {{Bibliographie}}. Le mode d'édition visuel peut mettre en forme automatiquement les références.
- Insérer une infobox (cadre d'informations à droite) n'est pas obligatoire pour parachever la mise en page.

Pour une aide détaillée, merci de consulter Aide:Wikification.
Si vous pensez que ces points ont été résolus, vous pouvez retirer ce bandeau et améliorer la mise en forme d'un autre article.
Le stade Gaston Reiff est le principal élément d'un ensemble d'équipements sportifs situés dans la localité de Braine l'Alleud, en Province du Brabant wallon, en Belgique.

## Origines
À la suite de l'effervescence et du succès de l'exposition universelle de 1958 organisée à Bruxelles, plusieurs responsables brainois font aboutir l'idée de créer un site touristique appelé « Minibel, la Belgique miniature». 
Ouvert le 15 mai 1959 et inauguré le 30 mai 1959, l'endroit est une reproduction du pays à l'échelle 1/10 000e. Sur une superficie de 175 mètres sur 120 mètres, chaque localité est importante est représentée par un mini église, de même quelles principaux cours d'eau et les principales lignes ferroviaire et la Mer du Nord Sur la création, on retrouve aussi quelques bâtiments emblématiques dont ceux des sociétés ayant soutenu financièrement le projet.
Hélas, dans le contexte des grandes grèves provoquées par le projet de « Loi unique » du gouvernement Eyskens, sans oublier les événements relatifs à l'indépendance du Congo, l'ambiance générale n'est pas vraiment aux réjouissances. Le succès commercial de « Minibel » se fait attendre.
L'ajout d'une petit parc d'attractions et d'une piste de karting ne change pas grand chose à la situation général du site. Les faibles rentrées ne suffisent pas à amortir les gros investissements. Quand viennent s'ajouter des désaccords entre les gestionnaires ainsi qu'avec la Commune de Braine l'Alleud, une des chevilles ouvrières, Monsieur Jacques Herrent préfère se retirer. L'échec commercial est inévitable et la Belgique miniature ferme définitivement ses portes en 1963.
De ce projet de « Belgique miniature » ne subsiste que le bâtiment hébergeant la buvette. L'arrêt de l'activité éveille un autre projet: employer la surface pour « créer un stade de football ». Le club local, le R. CS Brainois vient de passer six saisons en Division 3 et malgré une retour un échelon plus bas, il reste ambitieux.

## Création du stade
Le projet de stade met dix ans pour aboutir. Entre-temps, le CS Brainois est retombé en séries provinciales. La commune de Braine l'Alleud a pris son temps, mais elle inaugure un site multifonctionnel avec une piste d'athlétisme. Un choix qui ne doit rien au hasard. Le stade reçoit le nom du principal héros sportif local le coureur de fond Gaston Reiff. Celui-ci a été le 1re médaillé d'or belge en Athlétisme lors de Jeux Olympiques d'été. Cela se passe à Londres en 1948 sur la distance de 5 000m.
Notons que ce qui a été la buvette de « Minibel » devient celle du stade. Il s'agit encore du bâtiment actuel, évidemment rénové à diverses reprises.

### le «Stade» devient le «Complexe»
En 1980, le stade est doté d'un éclairage homologué. Cette modernisation est inaugurée avec une rencontre de gala entre le R. CS Brainois et le R. SC Anderlechtois. Six ans plus tard, le « Stade Gaston Reiff » devient le « Complexe Gaston Reiff » - (dans le langage courant le terme « stade » reste le plus souvent employé) avec la construction et l'inauguration d'un hall omnisport.
Celui-ci abrite notamment les exploits de l'équipe de Basket-Ball des Castors Braine qui atteint la Division 1 belge masculine. Depuis 2011, ce club est surtout célèbre pour sa section féminine qui devient la première équipe belge de basket féminin à disputer une finale européenne en 2015. Le Hall Omnisport est agrandi en 2006. Cinq ans plus tard, il devient la « Salle André Renauld » (1942-2010) du nom de l'emblématique président des « Castors ».
En 2004, la piste d'athlétisme est rénovée et portée à 8 couloirs. La veuve du champion olympique, décédé en 1992, est présente lors de l'inauguration de cette nouvelle piste.

### Description du site
Le terrain principal est ceinturé d'un piste de 8 couloirs. L'ensemble comporte toutes les facilités pour la pratique des différentes disciplines de l'athlétisme. La piste est flanquée d'un côté par un vaste espace pouvant être réparti en plusieurs terrains de football de différentes dimensions, tant pour les entraînements que les matchs des catégories d'âge les plus jeunes. De l'autre côté, se trouve une bulle pour la pratique du tennis en toutes saisons.
En léger surplomb trône une buvette moderne exactement là où a été construite la buvette de la Belgique miniature. Ce lieu de détente qui a une vue plongeante sur le terrain principal et la piste, côtoie à l'opposé le hall omnisports.
En léger contrebas, se trouve un vaste terrain synthétique qui fait le plaisir des joueurs de football mais est aussi accessible au hockey sur gazon.
En 2018, face à la demande grandissante de la part de sa population, la commune de Braine l'Alleud a lancé un plan d'études pour « repenser son Complexe Gaston Reiff ». La construction d'un nouveau hall pleinement dédié au Basket est ainsi envisagée.